# Tuluïdes
Tuluïdes són els descendents de Tului, el fill més jove de Genguis Kan, i que seguint la tradició mongola, va rebre l'ulus de la Mongòlia pròpia o dominis ancestrals. El seu fill Mongke, i després el germà d'aquest, Kubilai Khan, foren grans kans i el 1280 van dominar tota la Xina unificant Mongòlia (capital Karakorum) i Xina, sota l'anomenada dinastia Yuan. Un tercer fill Arig Boke va intentar ocupar el poder a Mongòlia, però després d'uns anys de guerra va haver d'abdicar el 1264 i va morir el 1266 presoner de Kubilai.
D'aquesta branca van sorgir els kans dels kanats següents:
- Dinastia Yuan de la Xina
- Kans de Mongòlia
- Il-kan de Pèrsia